# Likformig sannolikhetsfördelning

En kontinuerlig likformig fördelning mellan a och b.

Likformig sannolikhetsfördelning, även kallad rektangulärfördelning, innebär att sannolikheten är konstant över utfallsrummet. Inget utfall är mer eller mindre sannolikt än något annat. Den likformiga sannolikhetsfördelningen kan anta en diskret eller kontinuerlig form.

## Diskret likformig fördelning
För N olika men lika sannolika utfall, x1, x2, ... ,xN, är sannolikheten för vart och ett av dessa utfall
{\displaystyle P_{k}={\frac {1}{N}}\,}

### Exempel
Vid en dragning i Lotto (där utfallen får anses vara likformigt fördelade) är sannolikheten att man exempelvis först drar numret 6 lika med 1/35. (N = 35 eftersom det i Lotto finns sammanlagt 35 olika nummer att välja mellan).

## Kontinuerlig likformig fördelning
En kontinuerlig likformig sannolikhetsfördelning kallas också rektangulärfördelning, eftersom täthetsfunktionen har utseendet av en rektangel. Den har två parametrar, a och b, som betecknar den nedre respektive övre gränsen för vilka värden den rektangulärfördelade slumpvariabeln kan anta. Täthetsfunktionen för rektangulärfördelningen är:
{\displaystyle f(x)={\begin{cases}{\cfrac {1}{b-a}}&{\mbox{om }}a<x<b\\0&{\mbox{annars}}\end{cases}}}
och den kumulativa fördelningsfunktionen är
{\displaystyle F(x)={\begin{cases}0&{\mbox{om }}x<a\\{\cfrac {x-a}{b-a}}&{\mbox{om }}a\leq x<b\\1&{\mbox{om }}x\geq b\end{cases}}}